# Efferia neosimilis
Efferia neosimilis este o specie de muște din genul Efferia, familia Asilidae, descrisă de Forbes în anul 1987.
Este endemică în Arizona. Conform Catalogue of Life specia Efferia neosimilis nu are subspecii cunoscute.